# Kamień runiczny z Altuny

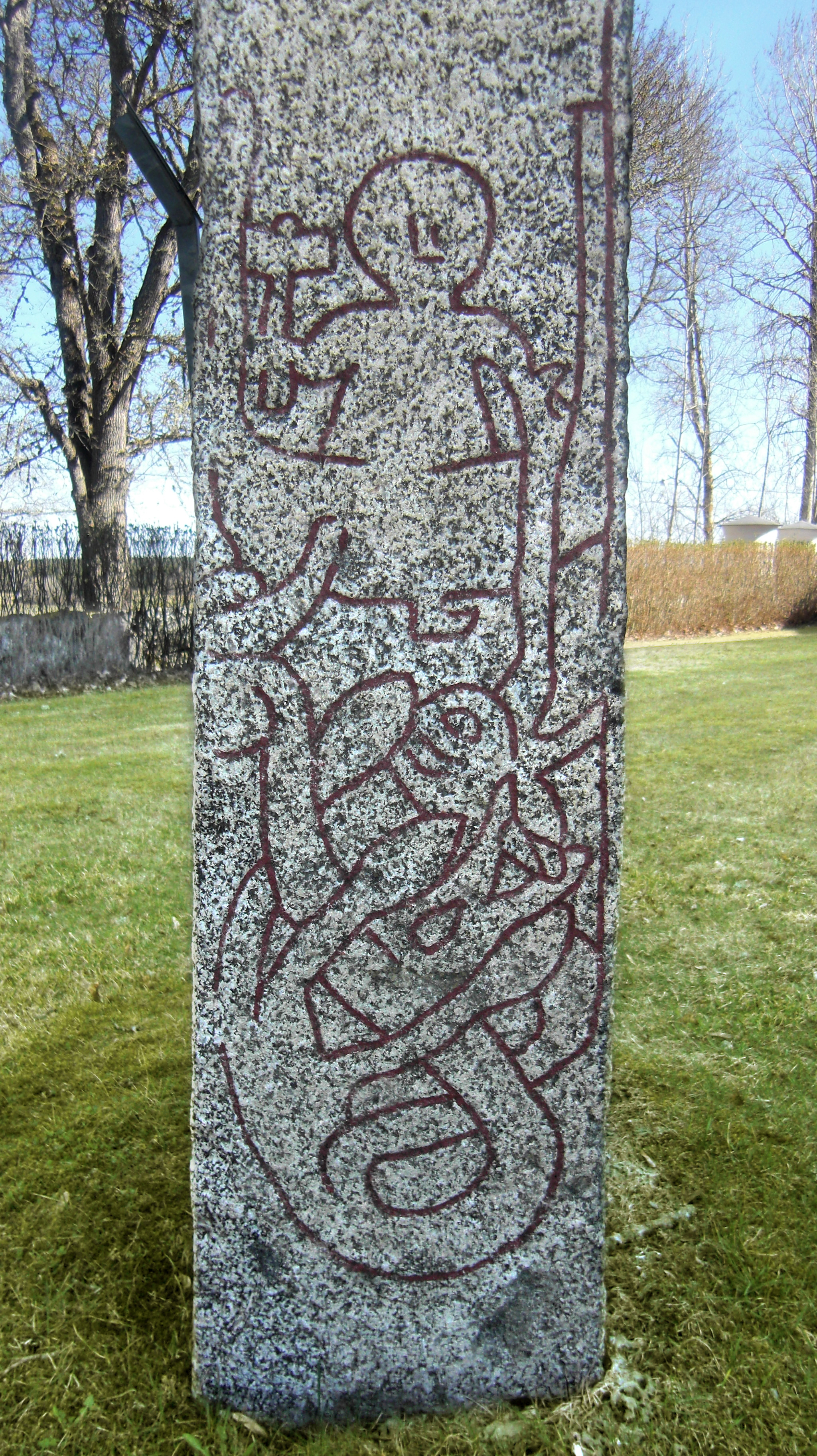
Kamień runiczny z Altuny, zbliżenie wizerunku Thora łowiącego węża Midgardsorma

Kamień runiczny z Altuny (U 1161) – pochodzący z XI wieku kamień runiczny znajdujący się w miejscowości Altuna w gminie Enköping w szwedzkiej prowincji Uppland.
Granitowy głaz ociosany jest do formy prostopadłościanu. Ma 1,95 m wysokości, 0,6 m szerokości i grubość 0,2–0,3 m. Został odnaleziony w 1918 roku przez profesora Ottona von Friesena, wmurowany w ścianę kościoła w Altunie. Dzięki jego staraniom kamień został wydobyty z muru i ustawiony na placu przed świątynią.
Kamień ozdobiony został rytami, umieszczonymi na południowej, zachodniej i wschodniej ścianie. Przedstawiona została na nim scena mityczna opisana w Eddzie prozaicznej Snorriego Sturlusona: bóg Thor, używając łba wołu jako przynęty, usiłuje złowić węża Midgardsorma. Wyryta na kamieniu inskrypcja upamiętnia ojca i syna, którzy spłonęli żywcem, prawdopodobnie podczas zbrojnej napaści. Jej treść głosi:
uifasţtr + fulkahţr + kuţar + litu + resa + sţten + Rţti + sen + faţur + ulfasţ + arfast
beţi + feţrkag + burnu + e(n) ... + bali + fresţen + liţ + lifsţen......
co znaczy:
Vifast, Folkad ... kazali wznieść ten kamień dla swojego ojca Holmfasta i Arnfasta. Ojciec i syn spalili się, a Balle i Frösten, przyjaciele Livstena, wyrzeźbili runy.